# Suzanne Todd
Suzanne Todd (n. 1 iunie 1965, Sherman Oaks, Los Angeles, California, SUA) este o producătoare americană  de film și televiziune ale cărei filme au încasat peste două miliarde de dolari americani în întreaga lume. Este proprietara companiei de producție de film Team Todd.

## Filmografie
Ea a fost producătoare a următoarelor filmele, dacă nu se menționează altceva.

### Film
| An   | Film                                        | Ca                 |
| ---- | ------------------------------------------- | ------------------ |
| 1990 | Die Hard 2                                  | Producător asociat |
| 1990 | The Adventures of Ford Fairlane             | Producător asociat |
| 1990 | Predator 2                                  | Producător asociat |
| 1991 | Hudson Hawk                                 | Producător asociat |
| 1991 | Ricochet                                    | Co-producător      |
| 1992 | Live Wire                                   |                    |
| 1993 | Loaded Weapon 1                             |                    |
| 1995 | Mighty Morphin Power Rangers: The Movie     |                    |
| 1995 | Now and Then                                |                    |
| 1997 | Austin Powers: International Man of Mystery |                    |
| 1997 | G.I. Jane                                   |                    |
| 1999 | Idle Hands                                  |                    |
| 1999 | Austin Powers: The Spy Who Shagged Me       |                    |
| 2000 | Boiler Room                                 |                    |
| 2000 | Memento                                     |                    |
| 2002 | Austin Powers in Goldmember                 |                    |
| 2005 | Must Love Dogs                              |                    |
| 2005 | Prime                                       |                    |
| 2006 | Zoom                                        |                    |
| 2007 | Across the Universe                         |                    |
| 2008 | The Accidental Husband                      |                    |
| 2010 | The Romantics                               |                    |
| 2010 | Alice in Wonderland                         |                    |
| 2012 | Celeste și Jesse pentru totdeauna           |                    |
| 2016 | Alice Through the Looking Glass             |                    |
| 2016 | Bad Moms                                    |                    |
| 2017 | A Bad Moms Christmas                        |                    |
| 2019 | Jexi                                        |                    |
| 2019 | Noelle                                      |                    |
| 2020 | Magic Camp                                  |                    |

Diverse roluri
| An   | Film             | Rol                    |
| ---- | ---------------- | ---------------------- |
| 1988 | License to Drive | Asistentă: Greg Beeman |
| 1989 | Lethal Weapon 2  | Asistentă: Joel Silver |

### Televiziune
| An      | Titlu                       | Ca                  | Note                |
| ------- | --------------------------- | ------------------- | ------------------- |
| 1990    | Parker Kane                 | Producător asociat  | Film de televiziune |
| 1989−92 | Tales from the Crypt        | Producător asociat  |                     |
| 1996    | If These Walls Could Talk   | Producător executiv | Film de televiziune |
| 2000    | If These Walls Could Talk 2 | Producător executiv | Film de televiziune |